# Sifton (Washington)
Sifton es un área no incorporada ubicada en el condado de Clark en el estado estadounidense de Washington.

## Geografía
Sifton se encuentra ubicado en las coordenadas 45°40′21″N 122°31′52″O / 45.67250, -122.53111.